# Verbascum spectabile
Verbascum spectabile är en flenörtsväxtart som beskrevs av Friedrich August Marschall von Bieberstein. Verbascum spectabile ingår i släktet kungsljus, och familjen flenörtsväxter. Utöver nominatformen finns också underarten V. s. isandrum.